# Paňovce
Paňovce este o comună slovacă, aflată în districtul Košice-okolie din regiunea Košice. Localitatea se află la altitudinea de 243 m deasupra n.m., se întinde pe o suprafață de 20,68 km2 și în 2017 număra 602 locuitori.

## Istoric
Localitatea Paňovce este atestată documentar din 1274.

## Demografie
| An:                | 1994 | 2004   | 2014   | 2024   |
| ------------------ | ---- | ------ | ------ | ------ |
| Număr de persoane: | 571  | 567    | 589    | 622    |
| Diferență:         |      | −0,70% | +3,88% | +5,60% |

| An:                | 2023 | 2024   |
| ------------------ | ---- | ------ |
| Număr de persoane: | 612  | 622    |
| Diferență:         |      | +1,63% |